# Lost Without U
Lost Without U è una ballata R&B del cantautore Robin Thicke, secondo singolo estratto dal suo album The Evolution of Robin Thicke.
Il brano, cantato completamente in falsetto e dedicato alla moglie di Thicke, è entrato direttamente alla n°14 della classifica di Billboard Hot 100, dimostrandosi uno dei maggiori successi del cantante. Nel febbraio 2007 Lost Without U ha raggiunto la posizione n°1 della Billborad Hot R&B/Hip-Hop Songs, diventando il primo singolo numero uno per Robin Thicke, che diviene il primo cantante bianco a raggiungere la vetta della classifica. L'ultimo artista bianco a raggiungere la vetta della classifica fu George Michael con One More Try, nel 1988.

## Videoclip
Il videoclip realizzato per il brano, vede la partecipazione della moglie di Thicke, Paula Patton ed è dedicato al suo migliore amico Herve Romain. Il video mostra il cantante esiguire la canzone in varie location, in un elegante appartamento in cui seduto su una sedia suona la chitarra acustica, e semplicemente illuminato da un occhio di bue con indosso una t-shirt nera. Il video mostra il cantante ricordare i momenti intimi e felici con la sua amata, e tornando alla realtà si ritrova nei luoghi che li hanno visti felici, sperando che un giorno il suo amore possa ritornare.

## Classifica
| Classifica 2007                      | Posizione |
| ------------------------------------ | --------- |
| New Zealand RIANZ Singles Chart      | 37        |
| Official Singles Chart               | 11        |
| U.S. Billboard Hot 100               | 14        |
| U.S. Billboard Hot R&B/Hip-Hop Songs | 1         |
| U.S. Billboard Pop 100               | 28        |